# Pseudobagarius pseudobagarius
Pseudobagarius pseudobagarius es una especie de pez de la familia Akysidae en el orden de los Siluriformes.

## Morfología
Los machos pueden llegar alcanzar los 5,9 cm de longitud total.

## Distribución geográfica
Se encuentra en el Sudeste asiático: este de Sumatra y oeste de Borneo.